# نظرآباد (راسک)
نظرآباد روستایی در دهستان پارود بخش پارود شهرستان راسک استان سیستان و بلوچستان ایران است.

## جمعیت
بر پایه سرشماری عمومی نفوس و مسکن در سال ۱۳۹۵ جمعیت این روستا ۲٬۰۹۶ نفر (۴۸۲خانوار) بوده‌است.